# Distrito histórico comercial de Evergreen
El distrito histórico comercial de Evergreen es un distrito histórico de 12 acre (4,9 ha) de extensión ubicado en Evergreen, Alabama, Estados Unidos.

## Descripción
Limita con las calles Mill, Cooper, Rural, Court, Liberty, East Front, Cary y Despious. El distrito es principalmente comercial, con ejemplos de los estilos art déco, neoclásico, victoriano, neorrománico y neocolonial británico. Algunas son estructuras comerciales de ladrillo liso sin un estilo distintivo. El distrito contiene 39 propiedades, 30 de las cuales contribuyen y 9 no contribuyen al distrito. Fue agregado al Registro Nacional de Lugares Históricos el 21 de enero de 1994.